# Proportionalverhalten
Das Proportionalverhalten – auch: P-Verhalten – (engl. proportional action) bezeichnet eine Eigenschaft von erregbareren neurophysiologischen Strukturen, eine der Stärke eines Reizes proportionale Antwort zu erzeugen.
In reiner Form kommt das Proportionalverhalten im biologischen Bereich praktisch nicht vor, es ist immer mit mehr oder weniger ausgeprägtem D-Verhalten (siehe Differentialquotientenempfindlichkeit) verknüpft.